# Templo del Fuego
Templo del Fuego is een walkthrough avontuur met speciale effecten in het Spaanse pretpark PortAventura Park. De attractie geopend in 2001 door de Belgische acteur Jean-Claude Van Damme. Het park heeft hiermee de attractie met de meeste speciale effecten ter wereld.

## Verhaal
Samen met een archeoloog ga je als bezoeker op zoek naar de geheimen van deze Azteekse tempel. Je belandt eerst in de pré-show zaal waar je de archeoloog ontmoet en de deur probeert te openen. Eenmaal de laatste grendel wordt geopend wordt een vloek over je uitgesproken. Nadien betreed je door de deur de Sala Prohibida om daar het goud en de architectuur van de tempel te zien. De archeoloog betreedt de opslagplaats en activeert zo de val. Het vuur verspreidt zich over de gehele zaal en verhindert het stelen van de rijkdommen.

## Thema
De attractie is volledig ingewerkt in de themazone Mexico. Het geheel is gebouwd in een Azteekse tempel die goed verscholen ligt achter de natuur.

## Beknopte beschrijving
Templo del Fuego is zowel een show als een attractie. De walkthrough omvat 2 zalen, één waar de pré-show zich afspeelt en de Sala prohibida.
| Pretpark           | PortAventura        |
| Themagebied        | Mexico              |
| Capaciteit         | Max. 200 pers./show |
| Foto/video on ride | Nee/nee             |
| Express            | Ja                  |

## Trivia
- Op de attractie is een Express-wachtrij aanwezig voor houders van deze pas.
- De attractie werd geopend door de Belgische acteur Jean-Claude Van Damme en het Spaanse topmodel María Pineda.
- Templo del Fuego behoort zowel tot de shows als tot de attracties van het park.
- Door de hoge kosten van 500 euro per show, besliste de directie van het resort om de attractie enkel te openen in het zomerseizoen en dit tot een bepaald uur.